# I'm from Barcelona
I'm from Barcelona is een indiepopband uit Jönköping, Zweden. De band staat bekend vanwege het hoge aantal leden, 29. De meesten van die 29 doen enkel de backing vocals en muziek in de singles en liveperformances. Emmanuel Lundgren is de oprichter, liedjesschrijver en leadzanger bij I'm From Barcelona.
De groepsnaam verwijst naar de lijfspreuk die de Spaanse ober Manuel uit de serie Fawlty Towers placht te zeggen: "I know nothing, I’m from Barcelona".
In 2006 bracht de band een ep  (Don't give up your dreams, buddy!) en een album (Let me introduce my friends) uit.

## Geschiedenis
In 2005 schreef Emmanuel Lundgren een paar liedjes en bracht al zijn vrienden bij elkaar om de nummers te brengen. Een paar weken later bracht Emmanuel zijn home-made ep uit en was er een eenmalig concert met alle 29 bandleden, in augustus 2005.
Maar het was nog niet gedaan voor de band. De Zweedse media en bloggers gaven de band meer en meer bekendheid. EMI Zweden gaf de band een contract en bracht de ep "Don't give up your dreams, buddy!" uit onder het label Dolores Recordings. Hun debuutplaat "Let me introduce my friends" lag op 26 april 2006 in de Zweedse rekken, Groot-Brittannië volgde op 11 september 2006. Het nummer "We're from Barcelona" werd een grote radiohit in Europa.

## Leden
- Emanuel Lundgren
- Frida Öhnell
- Cornelia Norgren
- Philip Erixon
- Micke Larsson
- Johan Mårtensson
- Anna Fröderberg
- Johan Aineland
- Martin Lindh
- Erik Ottosson
- Tina Gardestrand
- David Ljung
- Christofer Lorin
- Daniel Lindlöf
- Mattias Johansson
- Tobias Granstrand
- Emma Määttä
- Mathias Alrikson
- Jonas Tjäder
- David Ottosson
- Olof Gardestrand
- Marcus Carlholt
- Julie Witwicki Carlsson
- Rikard Ljung
- Henrik Olofsson
- Jacob Sollenberg
- Fredrik Karp
- Jakob Jonsson

## Discografie

### Albums
- Let me introduce my friends - Dolores Recordings

### Singles/ep's
- Sing!! - 98B
- Don't give up your dreams, buddy! - Dolores Recordings
- Collection of stamps - EMI Zweden

| Single met hitnotering(en) in de Vlaamse Ultratop 50 | Datum van verschijnen | Datum van binnenkomst | Hoogste positie | Aantal weken | Opmerkingen |
| ---------------------------------------------------- | --------------------- | --------------------- | --------------- | ------------ | ----------- |
| We're from Barcelona                                 |                       | 03-02-07              | 14              | *12          |             |

## Trivia
- De naam van de band is een hommage aan Manuel uit Fawlty Towers (I don't know nothing, i'm from Barcelona)